# Weserberglandweg

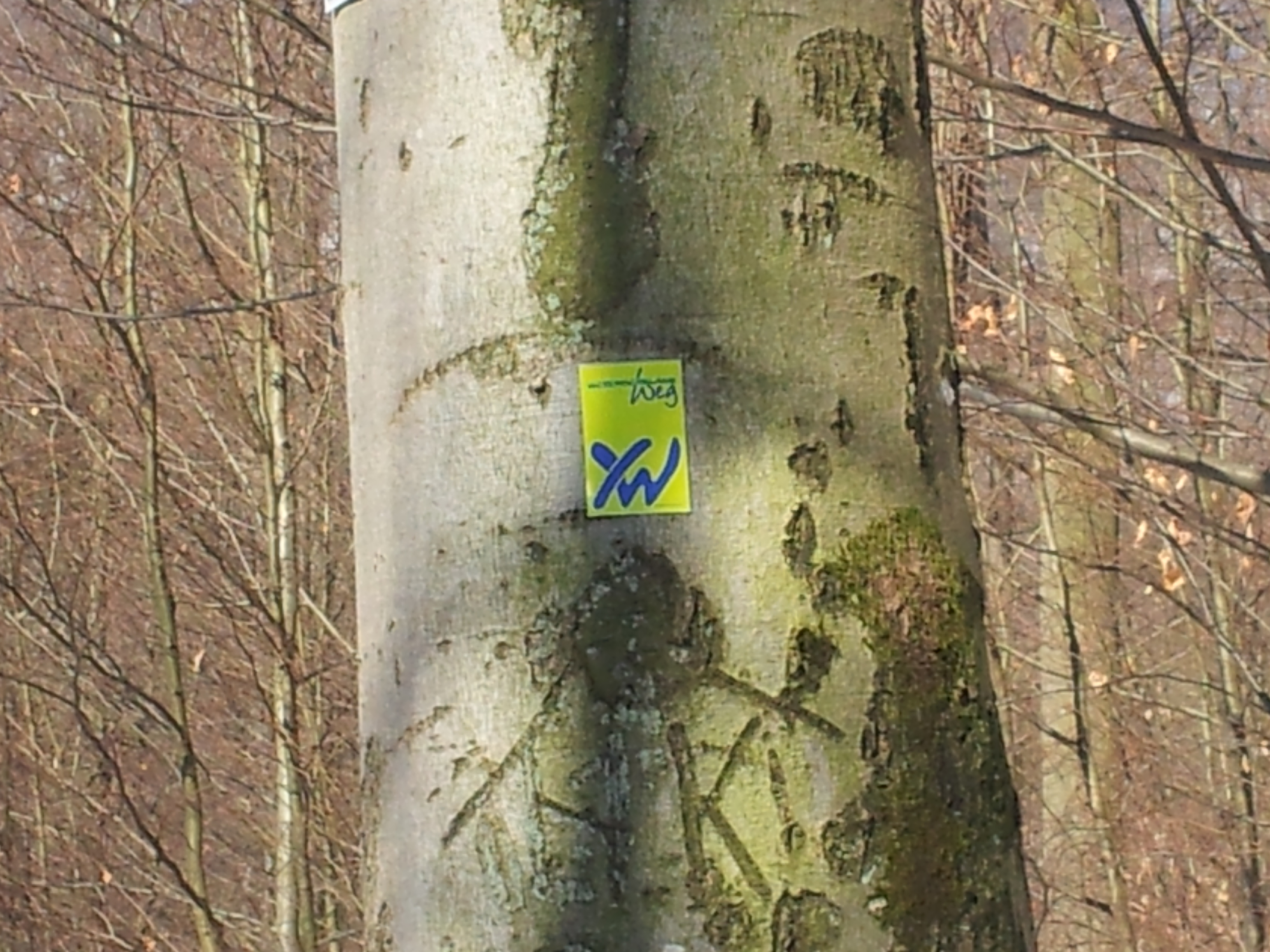
Blau-grünes Wegemarkierungszeichen an einem Baum an der 11. Etappe des Weserberglandwegs bei Hameln

Der Weserberglandweg ist ein rund 225 Kilometer langer Fernwanderweg, der dem Lauf der Weser als Zusammenfluss von Werra und Fulda in Hann. Münden bis zum Weserdurchbruch Porta Westfalica im Gebiet der Stadt Porta Westfalica in 13 vorgeschlagenen Tagesetappen durch das Weserbergland folgt. Als Wegzeichen gilt seit Herbst 2012 ein blaues XW auf hellgrünem Grund. Diese neue Beschilderung hat die alten schwarz-weißen XW-Zeichen abgelöst und wurde im Rahmen der Zertifizierung als Qualitätsweg umgesetzt.

## Beschreibung

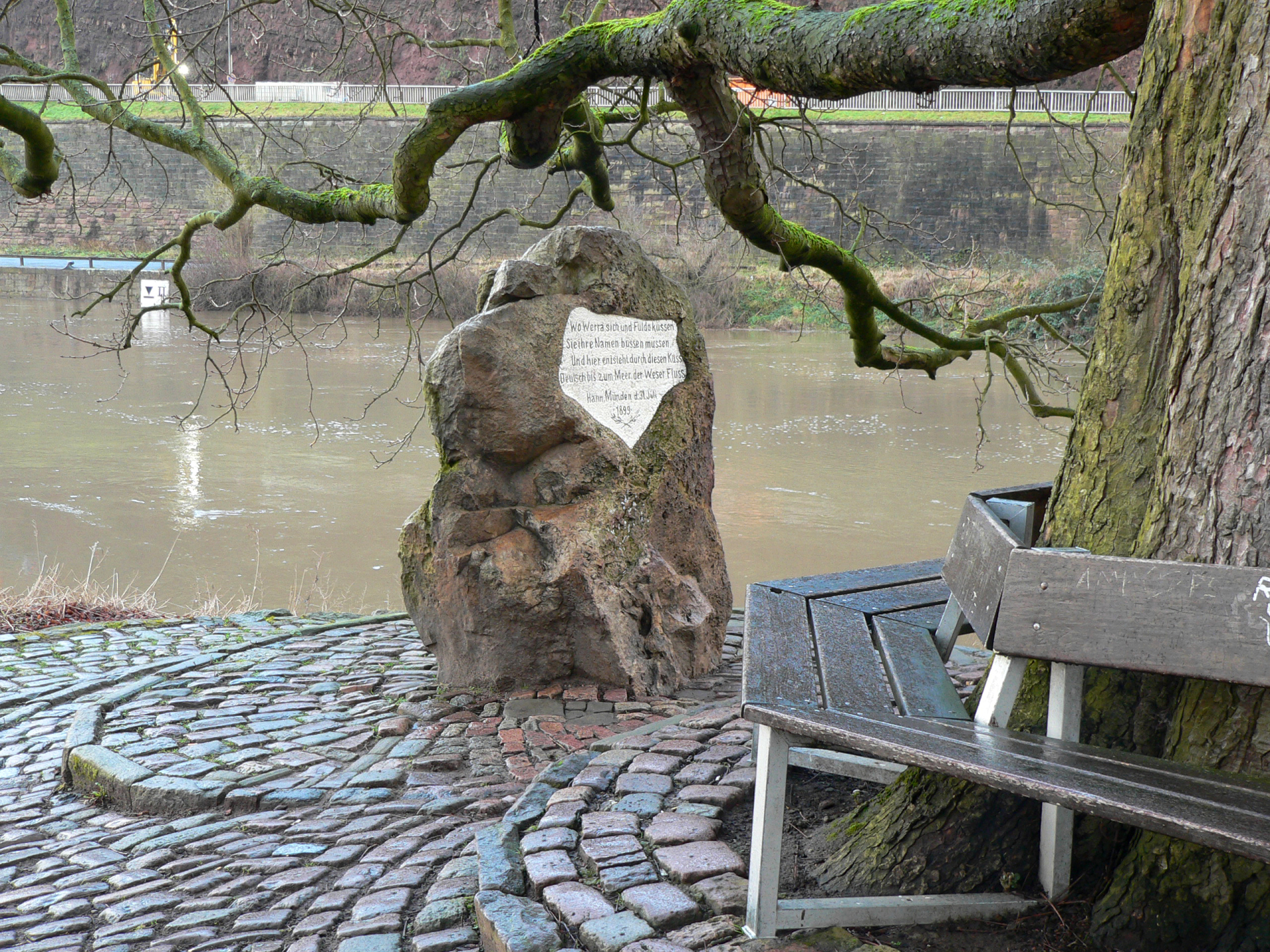
Start des Weserberglandwegs am Weserstein in Hann. Münden

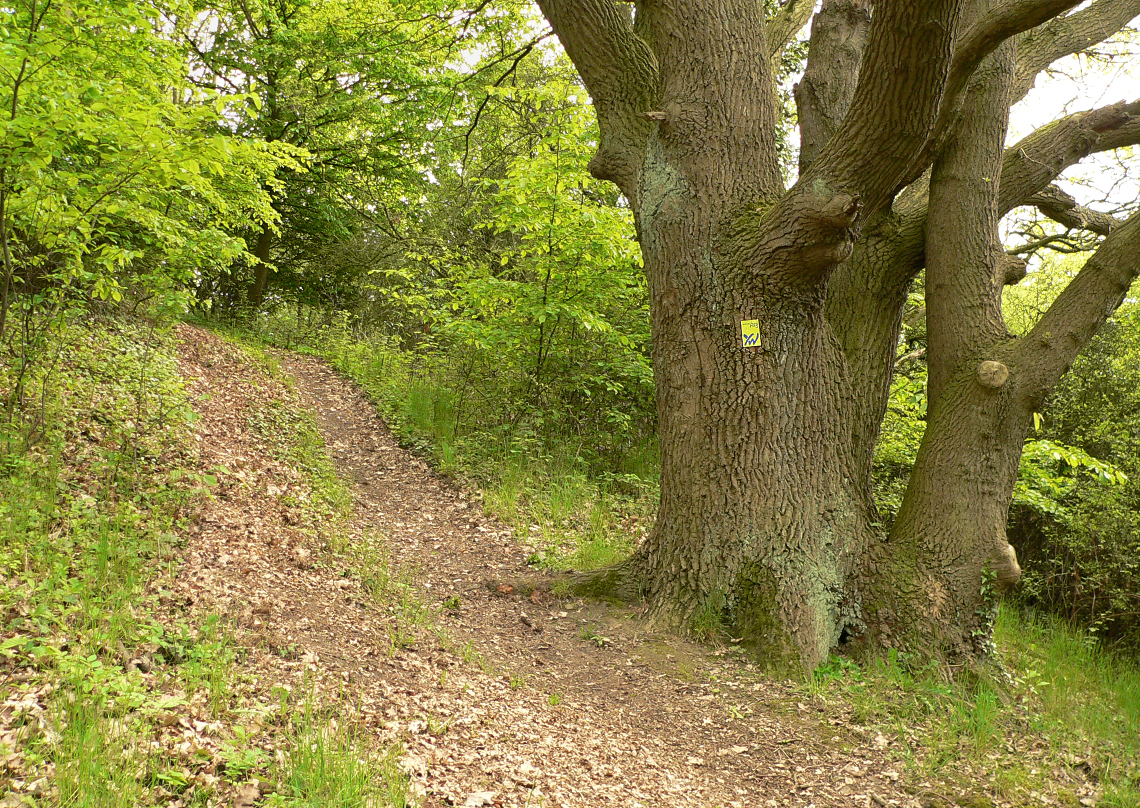
Weserberglandweg auf dem Dütberg

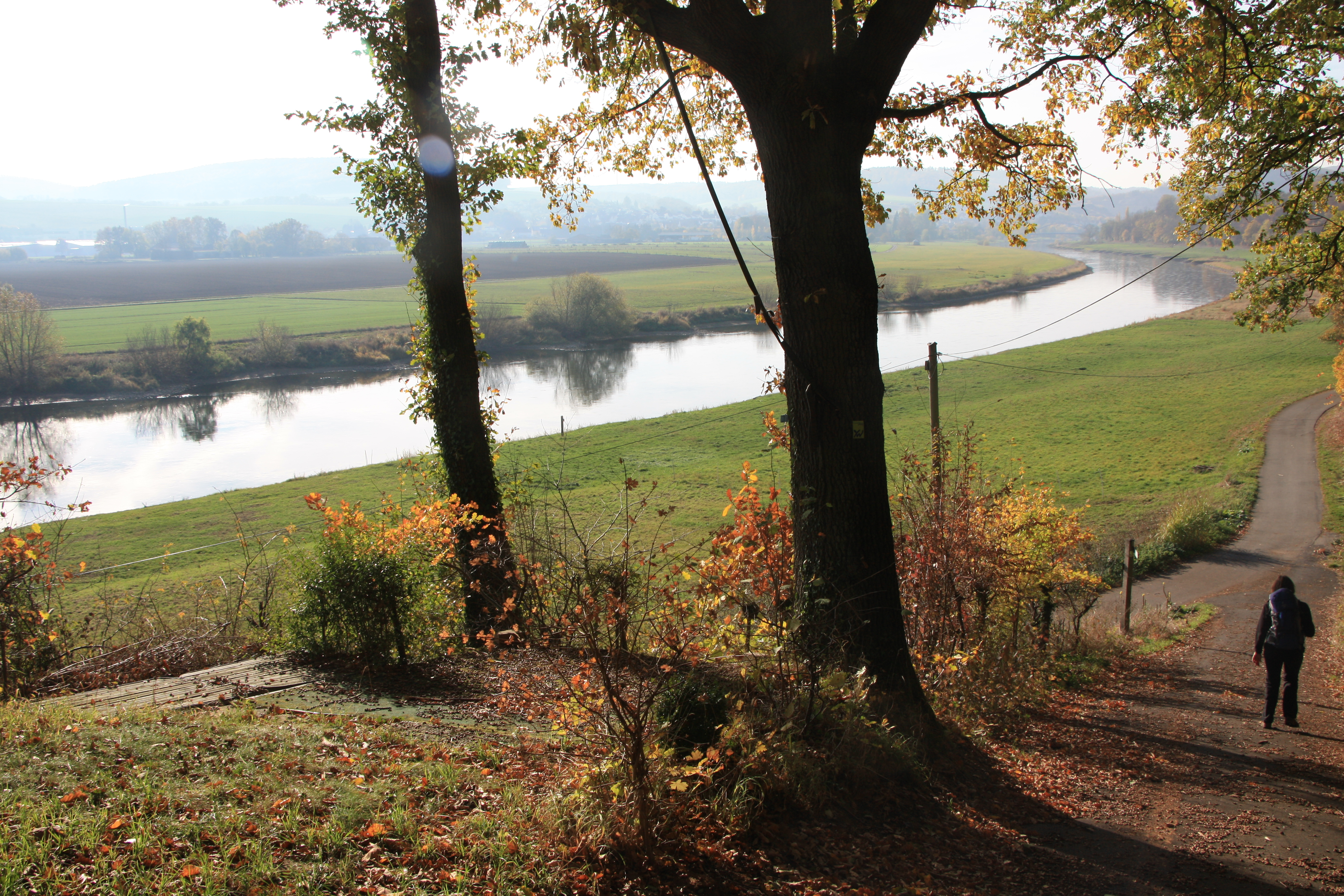
Weser bei Hehlen

Der Weg wurde seit 2009 nach den neuen Qualitätskriterien der Premiumwanderwege erschlossen.  Bis Herbst 2012 wurde der Weserberglandweg vor allem durch eine naturnähere Wegeführung aufgewertet. Betreut wird dieser Weg vom Weserbergland Tourismus e. V. in Zusammenarbeit mit den Naturparks Weserbergland und Solling-Vogler sowie örtlichen Wandervereinen. Während der Messe Tour Natur in Düsseldorf wurde im September 2012 dem Weserberglandweg das Siegel Qualitätsweg Wanderbares Deutschland des Deutschen Wanderverbandes verliehen.
Seit 2015 gehört der Weg dem Zusammenschluss Top Trails of Germany an.
Der Weserberglandweg verläuft durch die verschiedenen Mittelgebirgslandschaften des Weserberglandes, im Wesentlichen dem Reinhardswald, Solling und dem Wesergebirge. An der Strecke liegen mit Helmarshausen, Nienover und Amelungsborn gleich drei bedeutende Orte des Mittelalters.
Start- bzw. Zielorte der dreizehn Etappen sind:
- Hann. Münden
- Veckerhagen
- Sababurg
- Bad Karlshafen
- Schönhagen
- Silberborn
- Stadtoldendorf
- Bodenwerder
- Lüntorf
- Emmerthal
- Rohrsen
- Rohdental
- Rinteln
- Porta Westfalica